# Rablah
Rablah (in arabo ربلة‎?; pronunciato anche Rableh, Ribla o Ribleh) è una città al centro della Siria, amministrativamente parte del Governatorato di Homs, sita a sudovest di Homs, a est del confine con il Libano. I comuni confinanti sono al-Nizariyah, a sudovest, Zita al-Gharbiyah a nordovest, al-Qusayr a nord, Zira'ah a nordest e Hisyah ad est. Secondo l'Ufficio centrale di statistica della Siria (CBS), Rableh aveva una popolazione di 5 328 abitanti al censimento del 2004.
I suoi abitanti sono prevalentemente greco-cattolici.

## Storia
Essa è considerata il luogo dell'antica città di Riblah (Bibbia, Numeri, 34:11, HE) il cui tell è coperto da un cimitero non lontano dalla città moderna. Ai tempi dei Romani, la città portava anche il nome di Daphne.